# Автошлях Т 2020
Автошлях Т 2020 — автомобільний шлях територіального значення в Тернопільській області. Починається від автошляхів Н18 і E85 біля с. Мишковичі Тернопільського району і закінчується на кільці біля смт Дружба, з'єднуючись із тими ж Н18 і E85. Загальна довжина — 10,8 км. Об'їзна дорога Микулинців.

## Населені пункти
Пролягає через Мишковичі, Миролюбівку, Лучку і попри Микулинці та Волю Тернопільського району.

## Галерея

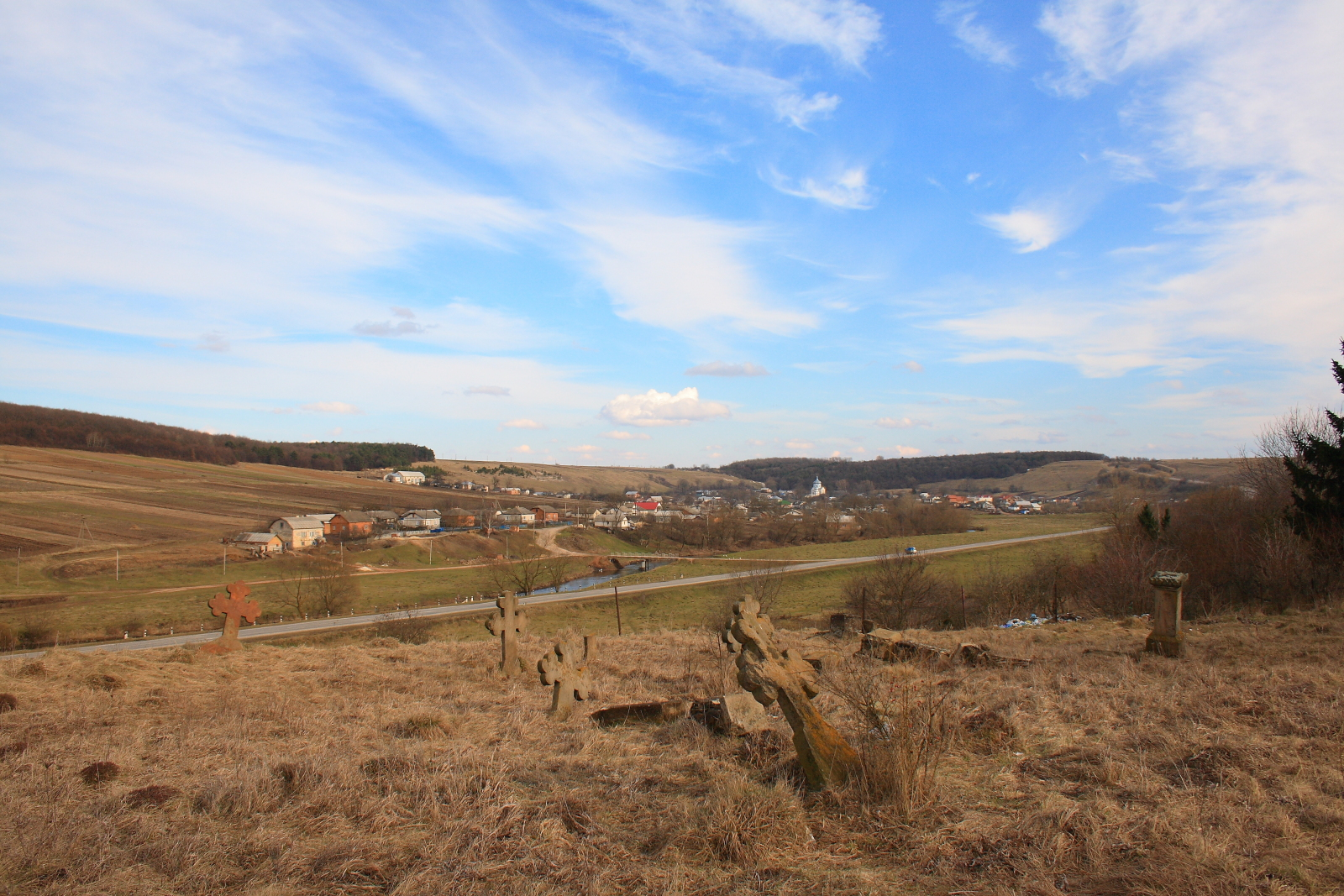
Вигляд на дорогу з католицького цвинтаря Микулинців, 2008
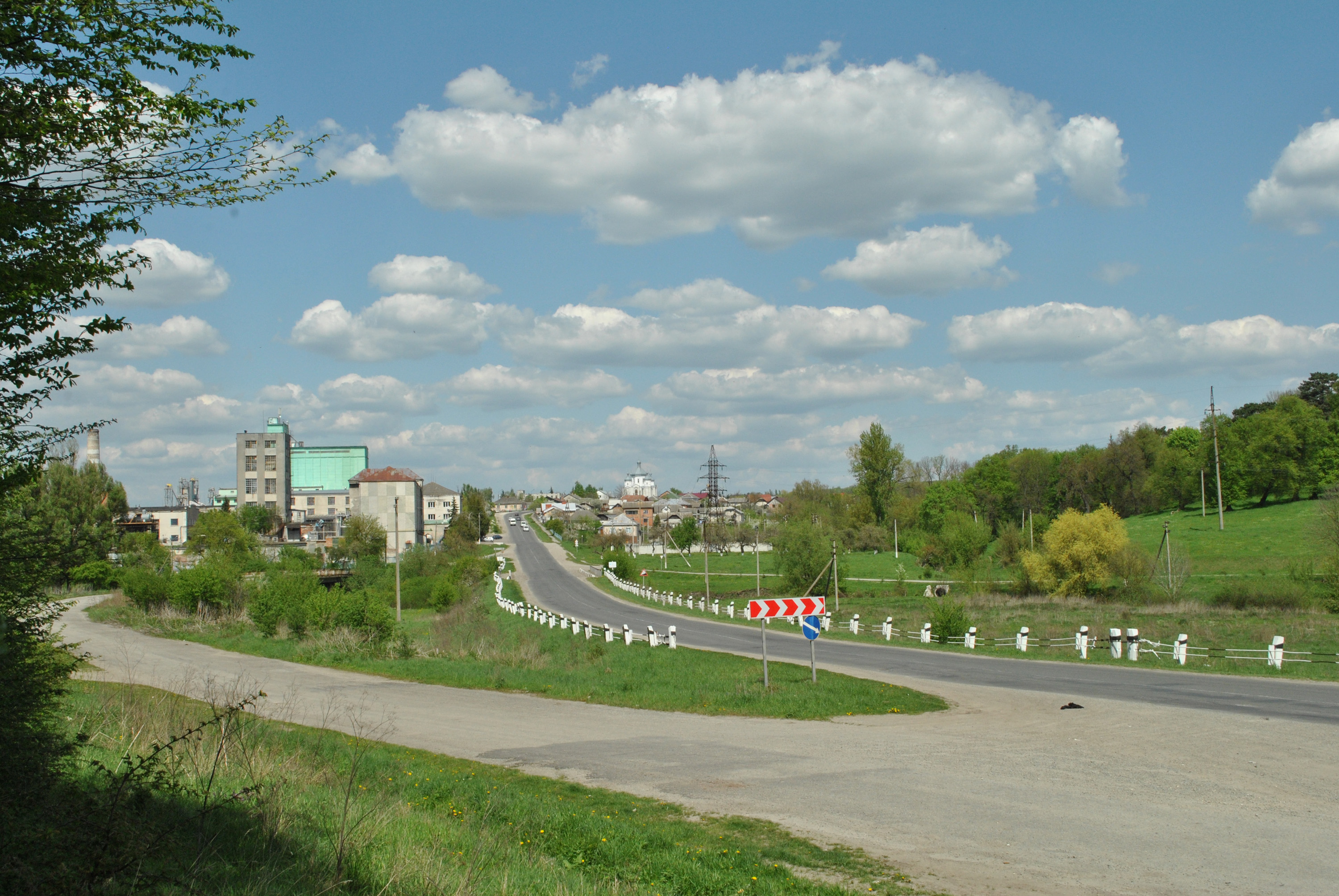
Автошлях Т 2020 у Мишковичах